# The Children's Friend
The Children's Friend é um filme mudo norte-americano de 1909 em curta-metragem, do gênero drama, dirigido por D. W. Griffith. O filme foi produzido e distribuído por Biograph Company.